# Ella Lee
Ella Lee est une actrice allemande, née en 2003 en Allemagne,. Elle s'est fait connaître grâce à son rôle dans la série Dark.

## Biographie
Ella Lee est représentée par l'agence Neidig. Elle vit avec ses parents, deux plus jeunes sœurs, un chien, deux chats et quatre poules à Berlin. Elle parle couramment anglais car son père est d'origine irlandaise.

## Filmographie

### Cinéma
- 2017 : Hanni & Nanni: Mehr als beste Freunde : June
- 2019 : Eine Hochzeit platzt selten allein : Lea Kemmler

### Télévision
- 2017-2020 : Dark : Hannah Kahnwald jeune
- 2019 : Letzte Spur Berlin S05E02 - Novafilm / ZDF[1]
- 2019 : Yamaha - Saltwater Films GmbH & Co. KG / Werbefilm[1]
- 2018 : SOKO Wismar
- 2018 : SOKO Potsdam : Svenja
- 2018 : Der Kriminalist : Jessica Wacht